# Colonia Lázaro Cárdenas, Tultitlán
Colonia Lázaro Cárdenas, också benämnd Los Hornos, är en ort i Mexiko, tillhörande kommunen Tultitlán i delstaten Mexiko. Colonia Lázaro Cárdenas ligger i den centrala delen av landet och tillhör Mexico Citys storstadsområde. Orten hade 3 337 invånare vid folkräkningen 2010.